# Curculio glandium
Curculio glandium — вид карпофагового довгоносика, відомий як довгоносик жолудевий. Європейський вид. Для харчування в нього є рострум, витягнута морда. Можна визначити стать довгоносика за рострумом, оскільки у самки він довший. Личинки короткі, циліндричної форми, і рухаються за допомогою хребтів на нижній стороні тіла. Дорослі особини можуть досягати довжини від 4 до 8 мм.

## Таксономія

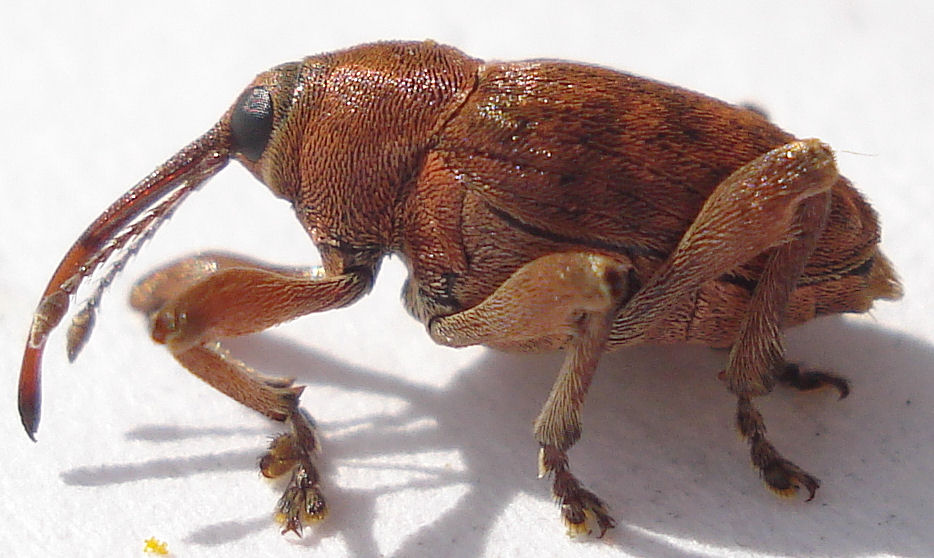
Curculio glandium

Curculio glandium — вид роду Curculio, до складу якого входять насінні жуки. Усі види Curculio мають характерно довгі роструми та яйцекладки.

## Життєвий цикл
Самка Curculio glandium відкладає яйця в жолуді за допомогою яйцекладки. Вони не досягають ембріона жолудя і виліковуються рослиною, герметизуючи отвори і захищаючи яйця від паразитів. Після вилуплювання одна чи дві личинки споживають плід. Хоча вони можуть з'їсти весь жолудь, личинки зазвичай цього не роблять. Curculio glandium живуть всю зиму в личинковій стадії. Личинки уникають замерзання, захищаючи організм і внутрішні рідини організму протягом зими.

## Взаємодія з іншими видами

### Дерева
Curculio glandium може становити великий ризик для популяції жолудевих дерев. Вони грають дуже велику роль при зараженні жолудів, що може привести до того, що велика кількість насіння не здатне буде прорости. Через це може загинути 70-90 % насіння.